# Bossalie
Bossalie (Salvia nemorosa) is een winterharde kruidachtige vaste plant die van oorsprong voorkomt in delen van Centraal-Europa en West-Azië. De plant is vanwege zijn kleurrijke bloemen door tuiniers over heel Europa verspreid.
De soort werd in 1762 door Linnaeus beschreven. De soortaanduiding nemorosa betekent 'van het bos'. De plant komt typisch voor in bosrijke omgeving, maar gedijt ook in berm of open veld, vooral op kalkrijke grond. Er zijn verschillende hybriden die het moeilijk maken deze salie te identificeren.

## Omschrijving
30 tot 60 cm hoge plant met een vierkante stengel. De bladen zijn langwerpig tot lancetvormig, gekarteld en kortgesteeld. Bloemen staan in schijnkransen van zes tot tien blauwe tot blauwpaarse bloemen (in sommige hybriden ook roze of wit), met daaronder donker gekleurde schutbladen. In tegenstelling tot veel andere saliesoorten is bossalie niet geschikt voor consumptie. 